# José Clavijo y Fajardo
José Clavijo y Fajardo (Lanzarote, 19 marzo 1730 – Madrid, 3 novembre 1806) è stato un giornalista spagnolo.
Nel 1762 fondò la rivista El Pensador, la prima a portare le idee illuministe in Spagna, pubblicata fino al 1767. Clavijo y Fajardo attaccò in particolar modo gli autos sacramentales della letteratura spagnola, con un generale occhio critico verso la religione.